# 上海特别市政府 (日占时期)
上海特别市政府，是中華民國上海市在抗日戰爭淪陷部份的政府，1938年10月起至1945年8月為止。最初隸中華民國維新政府，後隸汪精衛國民政府，1943年經大日本帝国與汪精卫斡旋下收回已經在1941年12月8日淪陷的上海公共租界與未淪陷的上海法租界和上海公共租界的意大利界區。南京國民政府認為是偽政權、傀儡政權。

## 沿革
1937年12月5日到1938年4月上海境內的政府為「上海市大道政府」；1938年4到10月上海境內的政府為「督辦上海市政公署」；之後至結束為止為「上海特別市政府」，期間在1941年1月1日至5月31日短暫改稱「上海市政府」。

## 主要官員

### 市長
| 任次 | 肖像 | 姓名   | 在任時間       | 在任時間       | 黨籍                     | 備註                     |
| ---- | ---- | ------ | -------------- | -------------- | ------------------------ | ------------------------ |
| 1    |      | 傅筱庵 | 1938年10月16日 | 1940年10月11日 |                          | 遇刺身亡                 |
| 代理 |      | 苏锡文 | 1940年10月11日 | 1940年11月19日 |                          | 市政府秘書長代理市長職務 |
| 2    |      | 陳公博 | 1940年11月20日 | 1944年11月11日 | 中國國民黨（汪精衛政權） |                          |
| 代理 |      | 吴颂皋 | 1944年11月12日 | 1945年1月14日  | 中國國民黨（汪精衛政權） | 市政府秘書長代理市長職務 |
| 3    |      | 周佛海 | 1945年1月15日  | 1945年9月12日  | 中國國民黨（汪精衛政權） |                          |

## 行政区划
一等区：宝山区、南汇区、奉贤区、嘉定区、崇明区。
二等区：
- 市中心区（1943年8月改称第二区）
- 沪北区
- 沪西区（1943年8月至1944年8月期间一度改称第四区）
- 南市区（1941年撤销，1943年恢复，改称第七区。1944年再次撤销，辖地划归市府直辖）
- 北桥区（1944年7月改为申江县）
- 川沙区
- 浦东南区（1943年8月至1944年8月期间一度改称第六区）
- 浦东北区（1943年8月至1944年8月期间一度改称第五区）

民国32年（1943年）7月，根据日汪之间的协议，汪政府接收上海两租界，将上海公共租界改为上海第一区公署，将法租界改为第八区公署，均由陈公博兼任区公署主任。
民国34年（1945年）7月1日:3，上海特别市政府将浦东北区横沙、长兴诸沙从浦东北区划出:3、16，成立横沙特别区，置特别区公署:3、15-16、41，直属上海特别市政府管辖:3、16。